# Chad Haga
Chad Haga (* 26. August 1988 in McKinney, Texas) ist ein ehemaliger US-amerikanischer Radrennfahrer.

## Sportliche Laufbahn
2006 begann Chad Haga mit dem Leistungsradsport, als er für das Team seiner damaligen Universität fuhr. 2010 schloss er sein Ingenieurs-Studium ab. Im August 2011 bekam er seinen ersten Vertrag beim Team Optum-Kelly Benefit Strategies. Im Juni 2012 stürzte er bei der Tour de Beauce und verletzte sich schwer am Knie. Nur wenig später brach sich Haga, der auch ein exzellenter Klavierspieler ist, beim McKenzie Pass Road Race Knochen in beiden Händen. Trotz Schmerzen in den Händen beendete er das Drei-Etappen-Rennen und erfuhr die Diagnose erst nach Rennende. 2013 gewann er das Joe Martin Stage Race sowie eine Etappe der Tour of Elk Grove

Am 23. Januar 2016 wurde Chad Haga – wie seine Mannschaftskollegen Max Walscheid, Warren Barguil, Ramon Sinkeldam, John Degenkolb und Fredrik Ludvigsson – während einer Trainingsfahrt nahe dem spanischen Calpe bei einem Unfall verletzt. Haga erlitt von allen Fahrern die schwersten Verwundungen; bei ihm wurden Venen sowie Arterien beschädigt und er hatte einen Augenhöhlenbruch. Schon im Mai 2016 startete Haga beim Giro d’Italia und beendete die Rundfahrt als 78. Im Juli 2017 gewann Haga das schwere US-amerikanische Bergrennen Bob Cook Memorial Mount Evans Hill Climb.

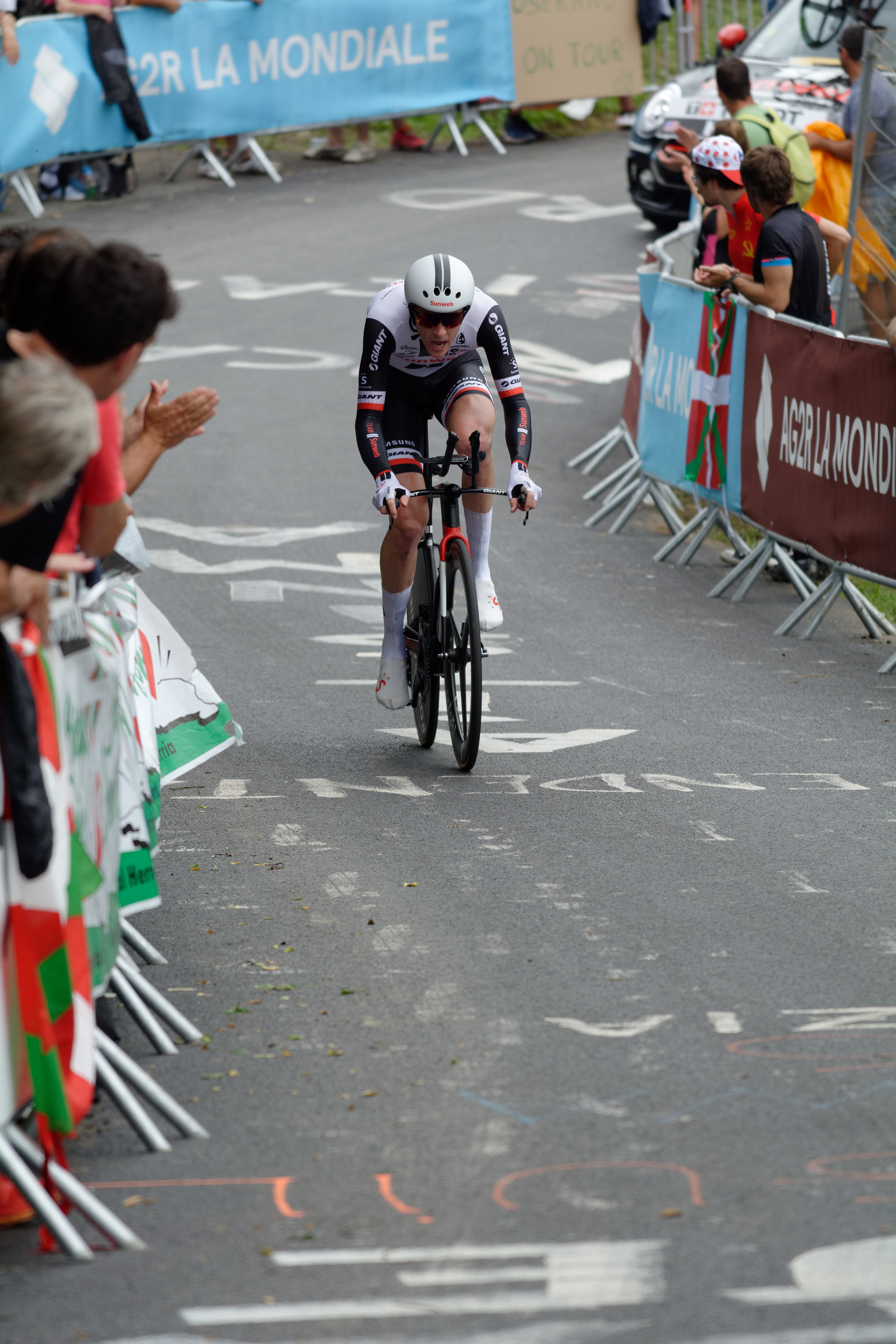
Chad Haga auf der 20. Etappe der Tour de France 2018

2018 wurde der Amerikaner beim Giro d’Italia mit 47 Sekunden Rückstand Siebter im Zeitfahren der 16. Etappe. Außerdem wurde Haga bei den nationalen Meisterschaften 28 Sekunden hinter Joey Rosskopf Zweiter im Zeitfahren. Des Weiteren bestritt er in der Saison zum ersten Mal in seiner Karriere die Tour de France, die er in der Helferrolle für Tom Dumoulin auf Rang 72 beendete. 2019 erzielte er den größten und gleichzeitig letzten Sieg seiner Karriere, als er das Einzelzeitfahren zum Abschluss des Giro d’Italia gewann.
Nach zwei Jahren ohne weitere Erfolge wechselte Haga zur Saison 2022 zum Team Human Powered Health, nach dessen Auflösung nach der Saison beendete auch Haga im Alter von 35 Jahren seine Karriere als Radrennfahrer.

## Erfolge
2011
- Prolog Mount Hood Classic

2012
- Prolog Cascade Classic

2013
- Gesamtwertung Joe Martin Stage Race
- eine Etappe Tour of Elk Grove
- eine Etappe Redlands Bicycle Classic

2018
- Weltmeisterschaft – Mannschaftszeitfahren
- Hammer Chase Hammer Hongkong

2019
- eine Etappe Giro d’Italia

## Grand-Tour-Platzierungen
| Grand Tour            | 2014 | 2015 | 2016 | 2017 | 2018 | 2019 | 2020 | 2021 |
| --------------------- | ---- | ---- | ---- | ---- | ---- | ---- | ---- | ---- |
| Giro d’ItaliaGiro     | –    | 99   | 78   | 82   | 71   | 105  | 69   | –    |
| Tour de FranceTour    | –    | –    | –    | –    | 72   | 134  | –    | –    |
| Vuelta a EspañaVuelta | 73   | –    | 76   | 98   | –    | –    | –    | 113  |